# Auguste van Ruymbeke
Paul-Joseph-Auguste van Ruymbeke (20 janvier 1761, Menin - 18 avril 1810, Menin), est un homme politique français.

## Biographie
Il est élu, le 22 germinal an VII, député du département de la Lys au Conseil des Cinq-Cents.
Il ne s'y fait pas remarquer, se rallie au 18 brumaire, et est réélu le 4 nivôse au VIII par le Sénat conservateur, député du même département au Corps législatif.
Il en sortit en l'an XV, et ne joue plus aucun rôle politique.
Il épouse Sophie van der Mersch, sœur de l'industriel Joseph van der Mersch (propriétaire de l'abbaye de Royaumont) et nièce du général Jean-André van der Mersch.

## Sources
- « van Ruymbeke (Auguste) », dans Adolphe Robert et Gaston Cougny, Dictionnaire des parlementaires français, Edgar Bourloton, 1889-1891 [détail de l’édition]
- Ressource relative à la vie publique :   - Base Sycomore